# 温带草原、稀树草原和疏灌丛
溫帶草原、亦叫稀树草原和疏灌叢（英語：temperate grasslands, savannas, and shrublands）是溫帶半乾燥氣候區發育的地帶性植被。這一地區溫度變化很大，降雨集中於夏季，降水量約為250-1000毫米，土壤水分經常處於短缺狀態。溫帶草原集中分布在歐亞大陸和北美洲的內部，而在南美洲和非洲也有一定的面積。

## 植被特徵
溫帶草原是一種由多年生叢生禾本科旱生植物為主所組成，植物群落連綿成片。水分的不足使喬木難以立足。雜類草雖然也有出現，但一般處於次要地位。禾本科草類根系扎得較深，並成叢分布形成連續而稠密的草地。典型草原的禾本科草類具有旱生的結構特點:葉片狹窄，有絨毛捲葉,甚至具有蠟質層等。 在溫帶草原的內部，由於乾旱程度的不同,禾草的高度也有一定的變化，根據禾草高度分出所謂的高草草原和矮草草原。有時根據組成草原的層片結構分為草甸草原典型草原荒漠草原和高寒草原等類型。溫帶草原在不同的地區有各自獨特的名稱，如在北美洲稱為普列利(prairie),在南美洲則叫做彭巴(pampa),而在俄國卻稱為斯第普(steppe)。